# Jenné-Jeno
Jenne-Jeno (chiamata anche Djenné-Jéno) è il sito originale di Djenné, in Mali, ed è considerato tra i più antichi centri urbani dell'Africa subsahariana.

## Descrizione
Il sito archeologico è stato oggetto di scavi da parte di Susan e Roderick McIntosh (ed altri), ed è stato datato al III secolo a.C. Esistono prove della produzione del ferro, dell'uso domestico di piante ed animali, e di un complesso sviluppo urbano già nel 900.
La datazione al radiocarbonio ha dimostrato che l'uomo colonizzò la prima volta questo luogo attorno al 250 a.C. Tra il 750 ed il 1000, dopo secoli di occupazione, esisteva un insediamento di 330'000 m² vicino al fiume Bani, composto da una grande collina a forma di goccia circondata da 69 collinette, fondato da questo popolo (che potrebbe aver contato fino a 27000 persone) che costruì e ricostruì le proprie case. In questo periodo sono stati osservati grandi cambiamenti. In precedenza, tra il V ed il IX secolo, le case di Jenne-Jeno erano costruite con fondamenta di fango o tauf, in seguito sostituite da un'innovativa architettura con mattoni cilindrici. Anche se esistono poche fonti che spiegano questa innovazione, si crede che il processo sia originario di questo luogo dato che i cambiamenti sono accompagnati dal solito stile di lavorazione della ceramica e lo stesso aspetto delle case. In ogni caso resta improbabile una qualsiasi modifica della composizione etnica della popolazione. La prima influenza islamica verificabile in città risale all'XI e XII secolo sotto forma di ottone, mandrini a spirale e case di forma rettilinea.
Gli abitanti di Jenne-Jeno erano un popolo basato sull'acqua e sull'agricoltura. Misero in piedi quella che viene considerata essere tra i primi esempi di coltivazione domestica del riso nel continente, e furono i primi nel Sudan occidentale ad utilizzare mattoni di fango, prima ancora dei Sudano-Saheliani. Possedevano anche una propria tecnologia di lavorazione del ferro, e crearono alcune delle migliori statuette di terracotta della regione.